# Коршунов, Андрей Николаевич
Андрей Николаевич Коршунов (род. 22 мая 1965, Свердловск или Каменецкий, Тульская область) — советский и российский хоккеист, защитник, нападающий.

## Биография
Воспитанник свердловской школы «Спартаковец», тренер Герман Чумачек. Выступал за местные команды СКА (1981/82, 1986/87), «Луч» (1981/82, 1989/90), «Автомобилист» (1984/85 — 1985/86, 1987/88 — 1993/94). Играл также за «Сокол» Киев (1982/83 — 1983/84), «Кедр» Новоуральск (1992/93, 1993/94).
Чемпион Европы 1983 года среди юниоров, серебряный призёр V зимней Спартакиады народов СССР (1982).